# Otešica
Otešica är ett vattendrag i Kroatien. Det ligger i den centrala delen av landet, 140 km söder om huvudstaden Zagreb.